# Lluís Cruset Ballart
Lluís Cruset Ballart (Girona, 1961 - Madrid, 2023) fou un fotògraf de premsa que treballà per mitjans com El Punt Avui, la revista Presència, L'Esportiu, o el Diari de Barcelona, entre d'altres.

## Biografia
Cruset s'inicià en la fotografia als quinze anys, com a aprenent del fotògraf Narcís Sans Prats, a Girona. Més endavant, col·laborà amb l'antic diari del Movimiento Los Sitios de Gerona, on va publicar les seves primeres fotos de premsa.
A partir de l’any 1983, començà a treballar a Girona com a fotògraf del Punt Diari. Mitjà amb el qual mantingué una relació professional durant molts anys, contribuint així en els seus derivats El Punt i El Punt Avui, aquest últim fruit de la fusió amb el diari Avui, on també hi col·laborà. Treballà a més, amb la revista Presència, el Diari de Barcelona, l'Esportiu i el diari El Pati de Reus, entre d'altres. Entre 1990 i 1993, es traslladà a Andorra on va treballar pel Diari d'Andorra. Allà, va rebre un diploma del govern andorrà, atorgat pel llavors president Òscar Ribas, en agraïment al seu treball. Al llarg de la seva trajectòria, realitzà diversos treballs destacats entre els quals fotografià a Josep Tarradellas a Perpinyà i Adolfo Suárez quan fou president del Govern, al llavors príncep Felip navegant per Palamós, a l'artista Salvador Dalí i alguns partits del Barça de Cruyff i Stoítxkov, entre d'altres.
L'any 1992, es dirigí a l'Iraq per cobrir sobre el terreny el conflicte turco-kurd. Algunes de les imatges es van publicar al Diari de Barcelona, i l'any 1997, s'exposaren en l'exposició Homenatge al Kurdistan, a la sala del Museu d’Art i Història de Reus. Entre els anys 1991 i 1994, participà també en l’exposició col·lectiva Premsa Gràfica Girona, del col·lectiu de fotògrafs de premsa de les comarques gironines.
La seva passió per la navegació i la vela el portaren, l'any 2007, a deixar el periodisme per traslladar-se al Carib. Allí va retirar-se de la fotografia professional per dedicar-se a transportar turistes amb el seu vaixell, de Colòmbia a Panamà.

## Fons fotogràfic
El novembre de 2014, Lluís Cruset Ballart feu donació del fons a l'Ajuntament de Girona, que prèviament es trobava conservat al domicili familiar, al mateix municipi. Van ingressar al Centre de Recerca i Difusió de la Imatge (CRDI) de l'Arxiu Municipal de Girona, vint mil nou-centes vint-i-una fotografies de diversos formats.
Es tracta de documentació generada per Cruset en el transcurs de la seva activitat professional. Es tracta majoritàriament del seguiment de diversos aspectes de la vida cultural i social, tant de la ciutat de Girona com també de les comarques gironines i d'Andorra. En destaquen retrats de personalitats locals destinades a il·lustrar les entrevistes fetes a la premsa, com són les imatges dels darrers dies i del decés de l'artista Salvador Dalí. També són d'interès les fotografies del seguiment del procés constituent d'Andorra pel Diari d'Andorra o els reportatges que va fer sobre el terreny, del conflicte turco-kurd.
D'altra banda, també es troben conservades tres-centes noranta-dues imatges al Centre de la Imatge Mas Iglesias de Reus (CIMIR), dins la Col·lecció Arxiu Històric de l’Agrupació Fotogràfica de Reus.